# Cielak & Jaromi
Cielak & Jaromi – to nazwa duetu stworzonego przez muzyków: Jarosława Jaromiego Drażewskiego - gitara, harmonijka, śpiew, i Michała Cielaka Kielaka - harmonijka. Muzycy poznali się w 1993 roku, w Głowaczewie na imprezie pn. Blues Nad Piławą. Pierwszy swój koncert zagrali w 1996 roku, w klubie Trytony w Bydgoszczy. W roku 2003 ukazała się pierwsza ich płyta – „Rozum Cielęcy”. W roku 2005 ukazała się druga ich płyta – „Koncert w Ostrzeszowie dla Kawy”,nagrana z gościnnym udziałem dwóch innych muzyków:
Sebastiana Ceglarka – bass, oraz Adama Kulisza – g, voc, hca.

## Dyskografia

### Albumy
- 2003 Rozum Cielęcy
- 2005 Koncert w Ostrzeszowie dla Kawy

#### Single
- 2010 Maślunka blues